# Leon Klepper
Leon Klepper (n. 24 aprilie 1900 la Iași – d. 7 decembrie 1991, Freiburg im Breisgau  ) a fost un compozitor și pedagog român de origine evreiască.
Klepper a studiat la Viena cu Joseph Marx, la Berlin cu Franz Schreker și la Paris cu Paul Dukas. A trăit la Paris până în 1939. În perioada 1949 - 1959 a fost profesor de compoziție la Conservatorul din București. A trăit mai apoi în Freiburg im Breisgau, după 1962 în Israel.
A compus două poeme simfonice, o uvertură festivă, un concerto grosso, un concertino pentru pian la patru mâini, o partită pentru pian și orchestră, muzică de cameră, piese pentru pian.
A compus muzica pentru filmele: Bijuterii de familie (1958), regia Marius Teodorescu, și „Citadela sfărâmată” (1957), regia Marc Maurette.

## Distincții
- titlul de Maestru emerit al artei (30 decembrie 1957) „cu prilejul împlinirii a 10 ani de la proclamarea Republicii Populare Romîne și pentru merite deosebite în activitatea cultural-artistică”[5]

## Filmografie

### Muzică de film
- Bijuterii de familie (1958)